# Saint-Nectaire
Saint-Nectaire – miejscowość i gmina we Francji, w regionie Owernia-Rodan-Alpy, w departamencie Puy-de-Dôme.
Według danych na rok 1990 gminę zamieszkiwały 664 osoby, a gęstość zaludnienia wynosiła 20 osób/km² (wśród 1310 gmin Owernii Saint-Nectaire plasuje się na 324. miejscu pod względem liczby ludności, natomiast pod względem powierzchni na miejscu 169.).